# فریگیت کلاس کانی
فریگیت کلاس کانی (به انگلیسی: Koni-class frigate) یک کلاس از کشتی است که طول آن 95.0 m می‌باشد.